# Kaleemullah (Cricketspieler)
Kaleemullah (* 24. Dezember 1990 in Gujranwala, Pakistan) ist ein omanischer Cricketspieler, der seit 2011 für die omanische Nationalmannschaft spielt.

## Aktive Karriere
Nachdem er den U19-Bereich in Pakistan verbracht hatte, emigrierte er in seinen frühen zwanziger Jahren nach Oman. Sein Debüt in der Nationalmannschaft folgte im Januar 2017 bei einem Acht-Nationen-Turnier in den Vereinigten Arabischen Emiraten gegen die Niederlande. Jedoch konnte er sich zunächst kaum im Team etablieren, da nur eine begrenzte Anzahl von Spielern mit einer kurzen Residenzzeit im Land dessen Nationalmannschaft sie spielen vom Weltverband erlaubt war. Als sich dies änderte, war er regelmäßig im Team zu finden. Sein ODI-Debüt gab er im April 2019 beim Finale der ICC World Cricket League Division Two 2019 gegen Namibia. Er wurde für den ICC Men’s T20 World Cup 2021 nominiert und erzielte dort gegen Papua-Neuguinea (2/19) und Bangladesch jeweils zwei Wickets. Im Februar 2022 erreichte er bei der ODI-Serie gegen die Vereinigten Arabischen Emirate 3 Wickets für 43 Runs. Im April erzielte er bei einem heimischen Drei-Nationen-Turnier gegen Schottland ebenfalls drei Wickets (3/45). Während eines heimischen Vier-Nationen-Turniers im November 2022 konnte er gegen Kanada drei Wickets (3/23) erreichen. Er wurde für den ICC Men’s T20 World Cup 2024 nominiert, konnte dort jedoch nicht herausstechen.